# Mercedes-Benz W 125
Chronologie des modèles (1937)
Mercedes-Benz W25 Mercedes-Benz W154

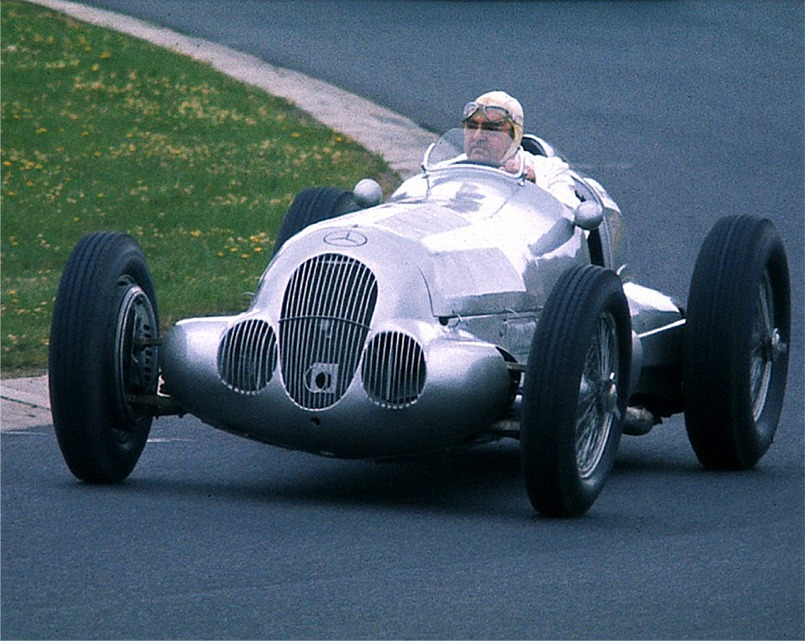
Hermann Lang faisant la démonstration de la Mercedes-Benz W125 sur le Nürburgring en 1977.

La Mercedes-Benz W 125 est une voiture de Grand Prix conçue par Rudolf Uhlenhaut pour la saison 1937 des Grands Prix. Elle permet à l'allemand Rudolf Caracciola de remporter son second titre de champion d'Europe des pilotes et à de nombreux autres pilotes de finir aux places d'honneur.
Le moteur est un 8 cylindres en ligne suralimenté type M125. D'une cylindrée de 5 662,85 cm3 (94.0 × 102 mm), le moteur, gréé avec un Compresseur Roots, développe 595 ch (444 kW). En essais, les moteurs ont atteint jusqu'à 637 ch à 5 800 tr/min. La puissance à 2 000 tr/min était de 245 ch. En 1938, la règlementation change et limite la cylindrée à 3 000 cm3 obligeant Mercedes-Benz à produire le modèle Mercedes-Benz W154.
La W125 a été considérée comme la voiture de course la plus puissante pendant près de 30 ans, jusqu'à l'apparition des énormes V8 américains du championnat CanAm au milieu des années 1960. En Formule 1, il faudra attendre le milieu des années 1980 et l'avènement des moteurs turbocompressés pour atteindre une puissance équivalente à celle du moteur M125.
La W125 était capable d'atteindre des vitesses supérieures à 300 km/h, plus particulièrement, le modèle équipé d'une carrosserie streamline vu sur l'Avus en 1937.
Le 28 janvier 1938, Rudolf Caracciola réalise un record de vitesse sur une W125 Rekordwagen à 432,7 km/h sur un kilomètre. La voiture, motorisée par un moteur V12 DAB de 5 576,75 cm3 (82,0 × 88 mm) développait 726 ch à 5 800 tr/min. Trop lourd, le moteur faisait dépasser le poids maximum autorisé en course, empêchant la voiture de s'engager en Grand Prix.

## Conception
La W 125 a succédé à la Mercedes-Benz W25, la première «Flèche d'Argent», que Mercedes avait développée pour la formule dite des 750 kg et utilisée à partir de 1934. Les W25, engagées en 1936, manquaient de compétitivité au point de contraindre Mercedes-Benz à se retirer de la compétition à la mi-saison pour développer la remplaçante, la W125. Pour améliorer la voiture, la firme à l'étoile crée un département compétition (Rennabteilung) et confie à l'ingénieur et pilote Rudolf Uhlenhaut la tête de la section « design ». Les principaux concepteurs de la W 125 étaient Max Wagner et Rudolf Uhlenhaut. Grâce à son expérience de pilote d'essai sur le Nürburgring, Uhlenhaut décèle les faiblesses de la W25 (changements extrêmes de carrossage et de largeur de voie lors de la compression) et conçoit un nouveau châssis plus adapté avec un essieu arrière De Dion au lieu d'un essieu oscillant ou pendulaire. Les roues avant étaient suspendues à des triangles inférieurs et supérieurs de différentes longueurs. Cependant, pendant la course, l'usure des pneus limitait les performances. Bien qu'Uhlenhaut a effectué lui-même des essais routiers, il s'est vu refuser la participation aux courses.
Alors qu'il teste la w25, Uhlenhaut s'aperçoit que la suspension est trop rigide et empêche les roues de suivre la route. En effet, au cours d'une séance d'essais, la voiture perd une de ses roues, mais l'ingénieur continue de piloter comme s'il ne s'était rien passé. Trop rigide, la suspension pouvait faire plier le châssis jusqu'à 7 ou 10 cm au moment du freinage. Les travaux effectués sur le châssis, rendu plus rigide et la suspension, rendue plus souple, corrigent les problèmes rencontrés sur la voiture de 1936.

## Châssis et suspension
La W125 est dotée d'une charpente tubulaire beaucoup plus rigide par rapport à la W25 précédente. Pour ce faire Mercedes monte des tubes ovales en molybdène nickel-chrome avec quatre barres transversales en tubes ronds. en remplacement de l'armature en acier de la W25. Ces tubes fléchissent considérablement moins que l'armature en acier utilisée dans la W25.
La carrosserie de la W125 est en aluminium. Comme la W25, elle n'est pas peinte, laissant apparaître des reflets argentés. Cette Mercedes, comme les Auto Union rivales, arborait cette même couleur argentée propre aux Flèches d'Argent. La couleur nationale des automobiles allemandes changea du blanc pour l'argent.

## Motorisation et transmission
La seule limite à laquelle était soumise la W125 était la limite de poids à 750 kg. La formule de poids sur laquelle est basé le modèle (750 kg = poids maximum de la voiture sans conducteur, sans carburant, sans huile, sans eau et sans pneus) devait initialement s'appliquer jusqu'en 1936, mais a été prolongée jusqu'en 1937. Mercedes-Benz était donc libre de construire un moteur de la cylindrée qu'il désirait. La W 125 était initialement propulsée par le moteur huit cylindres en ligne M 25. La version M 25 E de 1936 avec 4,74 litres et 473 ch peut être vue dans une exposition séparée au musée Mercedes-Benz. En 1937, Mercedes construit un 8 en ligne de 5,6 litres à double arbre à cames en tête. Dénommé M125, le moteur, doté d'un compresseur Roots atteignait un couple de 857 N m en début de saison. Toutefois, les moteurs n'étaient pas tous de puissance égale, la fourchette se situant entre 560 et 646 ch (411–475 kW) à 5 800 tr/min (l'Auto Union Type C avait environ 500 ch (367 kW)). Le carburant utilisé est un mélange de 40 % d'alcool méthylique, de 32 % de benzène%, de 24 % d'alcool éthylique et de 4 % d'essence légère. Le moteur, pesant 222 kg représentait environ 30 % du poids total de la voiture et était monté en position centrale avant.
Comme la W25 de génération précédente, la W125 utilise un boîte manuelle à quatre rapports. Désormais synchronisée, elle rend le moteur type M125 plus fiable que le moteur M25.[Comment ?] Dans une boîte de vitesses en prise constante, les vitesses de transmission sont toujours en prise et en rotation, mais les engins ne sont pas reliés aux arbres sur lesquels ils tournent.[pas clair] Au lieu de cela, les vitesses peuvent tourner librement ou être verrouillées à l'arbre. La transmission précédente, non-synchronisée, nécessitait que les engrenages tournent à peu près à la même vitesse lorsque les rapports étaient engagés, faute de quoi il n'était pas possible de passer les vitesses.

## Histoire en course
Le W125 fait sa première apparition en compétition en mai 1937 au Grand Prix de Tripoli. Quatre W125 ont été engagées, l'Allemand Hermann Lang remporte son premier Grand Prix et offre à la W125 sa première victoire en course pour ses débuts, la première de Mercedes-Benz sur Auto Union depuis le Grand Prix de Tunisie en mai 1936. La course suivante est disputée sur le circuit de l'Avus en Allemagne. D'une longueur de 19 km, ce long circuit est composé de deux longues lignes droites d'environ 10 km reliées aux deux extrémités par une courbe. Il est alors possible pour une voiture d'atteindre sa vitesse de pointe. Mercedes engage deux W125, une à la carrosserie modifiée en streamline dotée d'un moteur V12 de 5,57 litres développant jusqu'à 598 ch pilotée par Manfred von Brauchitsch et une en configuration d'origine pilotée par Richard Seaman en cas de problèmes avec la streamline. La streamline dispose d'une vitesse de pointe plus rapide de 25 km/h (370 km/h) que la voiture ordinaire. Au troisième tour de la course, la voiture streamline abandonne alors qu'elle menait la course, en raison d'une défaillance de la boîte de vitesses. Seaman, sur la W125 standard, termine en cinquième position.
Pour l'Eifelrennen, disputée dans l'enfer vert, Mercedes engage cinq de ses W125 dont une pilotée par le pilote suisse Christian Kautz, dotée d'un nouveau système de suralimentation des carburateurs. Kautz termine neuvième, tandis que ses coéquipiers, Rudolf Caracciola et Manfred von Brauchitsch terminent respectivement second et troisième. La même fin de semaine, deux courses majeures se disputent, l'une aux États-Unis, la Coupe Vanderbilt, l'autre, en Belgique, le Grand Prix de Belgique. Deux voitures sont envoyées aux États-Unis dont une avec le système de suralimentation testé sur la voiture de Kautz et trois en Belgique, qui se trouve être la première manche du Championnat d'Europe des pilotes 1937. Richard Seaman termine second à la Coupe Vanderbilt tandis que Rudolf Caracciola doit abandonner. La victoire revient à Bernd Rosemeyer sur son Auto Union. En Belgique, Lang et Kautz terminent respectivement troisième et quatrième. Le bon résultat de Seaman outre-Atlantique conduit Mercedes-Benz à généraliser le système de suralimentation à toutes les W125.
Les deux courses suivantes sont également inscrites au calendrier du Championnat d'Europe des pilotes. Les Mercedes-Benz et leurs rivales Auto Union disputent « à domicile » le Grand Prix d'Allemagne. Mercedes signe un doublé grâce à Caracciola (qui remporte sa première victoire de l'année) et Manfred von Brauchitsch. Le Grand Prix suivant à Monaco voit les positions s'inverser, cette fois, c'est Von Brauchitsch qui l'emporte devant Caracciola ; Kautz prend la troisième place.
Engagées hors championnat à la Coppa Acerbo, en Italie, Seaman détruit sa W125 en s'écrasant sur une maison lors des essais. Pour la firme à l'étoile, seuls Von Brauchitsch et Caracciola prennent le départ. Au cours de l'épreuve, Seaman relaye Caracciola et, malgré un début d'incendie, ils terminent en cinquième position alors que Von Brauchitsch, plus chanceux, termine second.

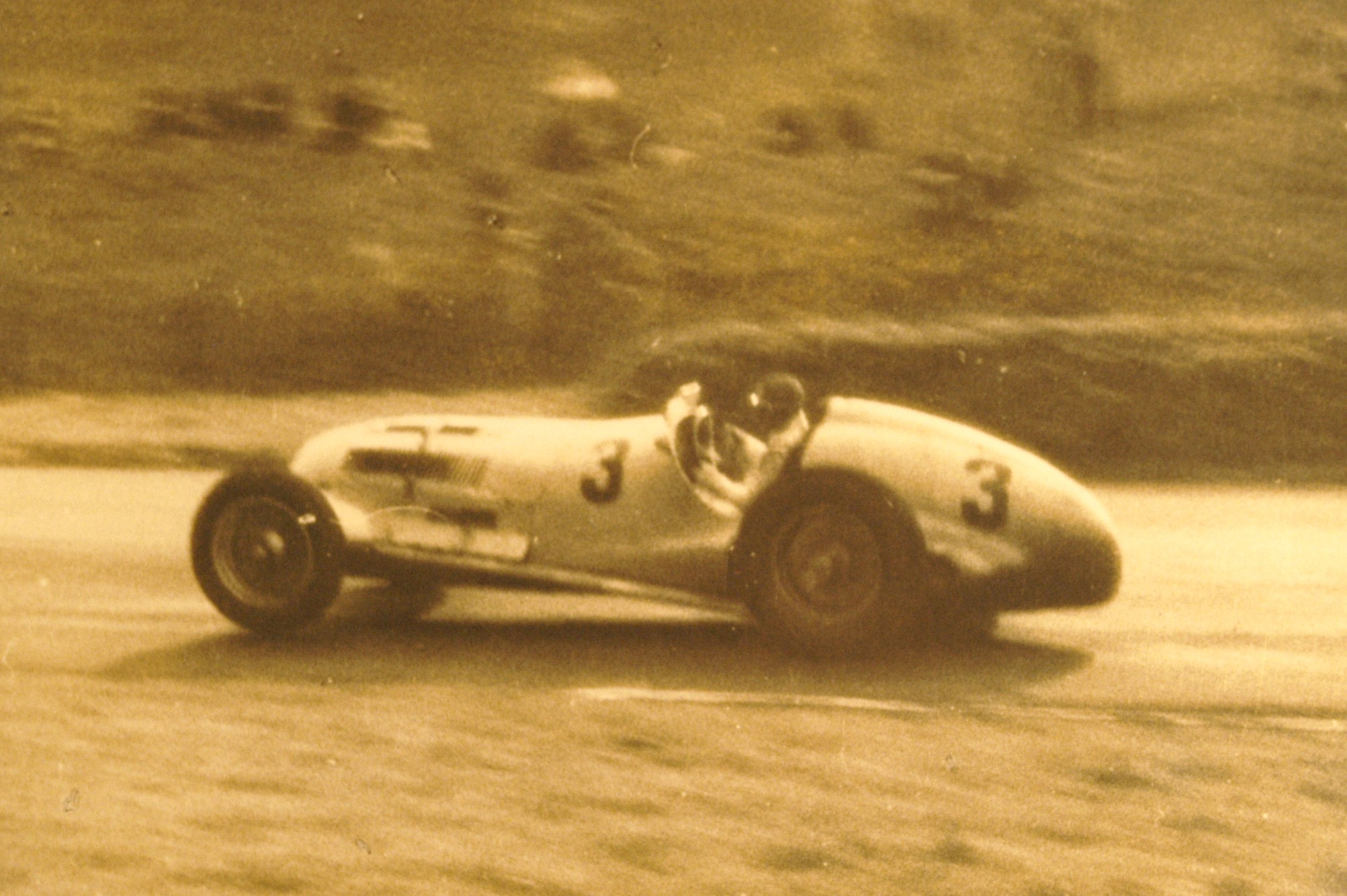
Manfred von Brauchitsch sur W125 au Grand Prix de Donington 1937.

Pour l'avant-dernière manche du championnat, en Suisse, les W125 signent un triplé, comme à Monaco. Caracciola l'emporte devant Lang et Von Brauchitsch. La dernière manche est le Grand Prix d'Italie. Disputé sur l'inhabituel Circuito di Montenero, Caracciola prend l'ascendant sur ses coéquipiers et l'emporte pour 0 s 4 devant Lang. Le Regenmeister remporte son deuxième titre de champion d'Europe des pilotes, Von Brauchitsch termine second du championnat, Kautz, troisième et Lang, quatrième.
Le W125 participe encore à deux épreuves hors-championnat avant la fin de la saison. Au Grand Prix du Masaryk en Tchécoslovaquie, la W125 s'impose pour la dernière fois aux mains du champion en titre Caracciola, Von Brauchitsch termine deuxième et Seaman troisième. La course est marquée par l'accident d'Hermann Lang qui s'écrase dans la foule au cinquième tour, tuant deux spectateurs et en blessant douze autres. La dernière course dans laquelle les W125 sont engagées est le Grand Prix de Donington 1937. Rosemeyer sur Auto Union l'emporte tandis que Von Brauchitsch finit second et Caracciola troisième alors qu'aucune autre W125 ne rejoint la ligne d'arrivée. Les ERA britanniques sont complètement dépassées et ne parviennent même pas à être classées « à domicile ».

## Retrait de la compétition
La règlementation en 1938 change, avec le remplacement de la limite de poids maximal par une limite de poids minimal et l'adoption d'une cylindrée maximale de 3 litres pour les moteurs suralimentés. Il devient alors impossible pour la W125 de s'engager en course, ce qui amène Mercedes-Benz à développer la W154 avec un moteur en V à douze cylindres en remplacement.

## Résultats complets

### Résultats en Championnat d'Europe des pilotes

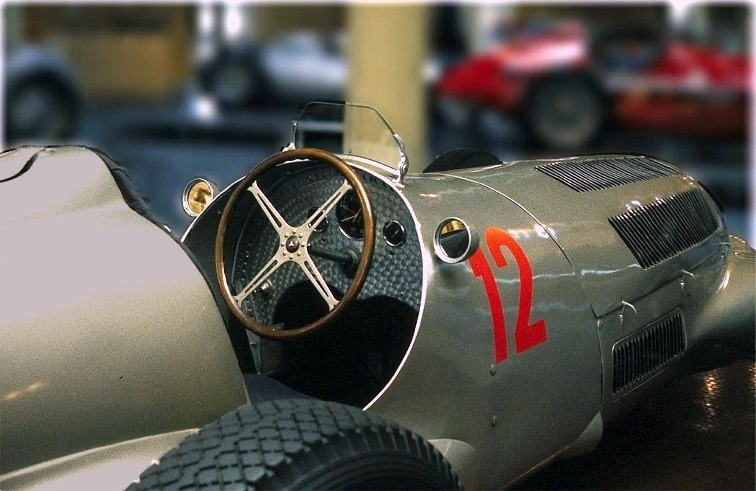
Le cockpit d'une W125.

| 1937 | Daimler-Benz AG | Mercedes-Benz M125 |                         |     |     |   |   |     |             |    |
| 1937 | Daimler-Benz AG | Mercedes-Benz M125 | Hermann Lang            | 3   | 7   |   | 2 | 2   | 3e ex æquo  | 19 |
| 1937 | Daimler-Benz AG | Mercedes-Benz M125 | Christian Kautz         | 4   | 6   | 3 | 6 | Abd | 3e ex æquo  | 19 |
| 1937 | Daimler-Benz AG | Mercedes-Benz M125 | Manfred von Brauchitsch | Abd | 2   | 1 | 3 | Abd | 2e          | 15 |
| 1937 | Daimler-Benz AG | Mercedes-Benz M125 | Rudolf Caracciola       |     | 1   | 2 | 1 | 1   | Champion    | 13 |
| 1937 | Daimler-Benz AG | Mercedes-Benz M125 | Richard Seaman          |     | Abd |   |   | 4   | 15e ex æquo | 34 |
| 1937 | Daimler-Benz AG | Mercedes-Benz M125 | Goffredo Zehender       |     |     | 5 |   |     | 20e ex æquo | 36 |

Légende (1931 / 1935-1939)
- Vainqueur : 1 point
- Deuxième : 2 points
- Troisième : 3 points
- Quatrième ou complété à plus de 75 % : 4 points
- Complété entre 50 et 75 % : 5 points
- Complété 25 et 50 % : 6 points
- Complété à moins de 25 % : 7 points
- N'a pas participé (np) : 8 points
- Disqualifié (dsq) : 8 points
- En gras : pole position
- En italique : meilleur tour en course
- * : voiture partagée

Légende (1932)
- Vainqueur : 1 point
- Deuxième : 2 points
- Troisième : 3 points
- Quatrième : 4 points
- Cinquième : 5 points
- Autre partant : 6 points
- Disqualifié (dsq) : 6 points
- N'a pas participé (np) : 7 points
- En gras : pole position
- En italique : meilleur tour en course
- * : voiture partagée

### Résultats hors-championnat
| 1937 | Daimler-Benz AG | Mercedes-Benz M125 |                         |     |     |     |     |       |     |     |
| 1937 | Daimler-Benz AG | Mercedes-Benz M125 | Hermann Lang            | 1   |     | 9   |     |       | Abd | Abd |
| 1937 | Daimler-Benz AG | Mercedes-Benz M125 | Rudolf Caracciola       | 6   | Abd | 2   | Abd | 5*    | 1   | 3   |
| 1937 | Daimler-Benz AG | Mercedes-Benz M125 | Richard Seaman          | 7   | 5   | Abd | 2   | Np/5* | 4   | Abd |
| 1937 | Daimler-Benz AG | Mercedes-Benz M125 | Manfred von Brauchitsch | Abd |     | 3   |     | 2     | 2   | 2   |

* : La voiture de Seaman est détruite au cours des essais et il ne prend pas le départ. Durant la course, Seaman remplace Caracciola au volant de sa voiture et termine cinquième.

## W 125 Rekordwagen
Article détaillé : Mercedes-Benz W125 Rekordwagen

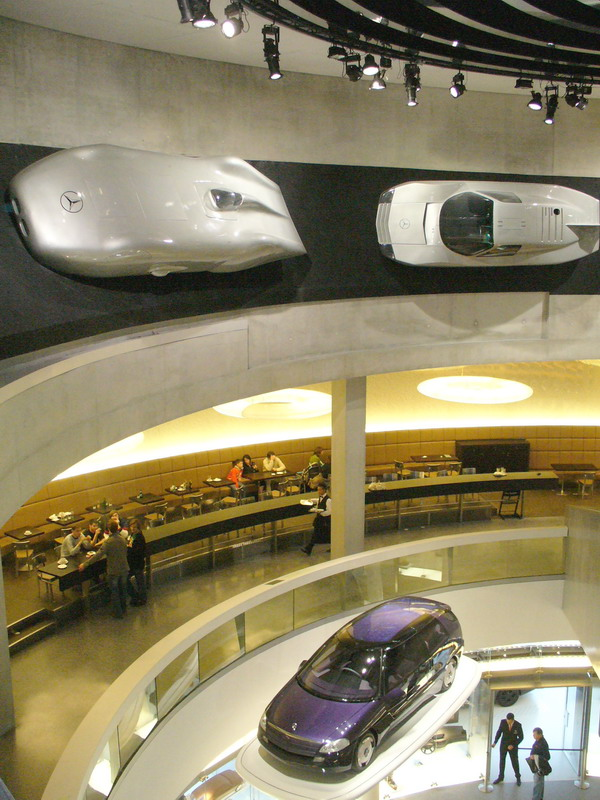
W 125 Rekordwagen suivie d'une Mercedes-Benz C111 Type III dans le café du Musée Mercedes-Benz

En 1937, Mercedes a construit une voiture pour les records du monde avec un moteur V12 (5 577 cm³) basée sur la W 125 des Grands Prix. Bien que ce moteur V12 ait une cylindrée inférieure à celle du moteur 8 cylindres en ligne M 25, il était plus plat et aérodynamiquement plus favorable. Rudolf Caracciola a atteint une vitesse de pointe de 395 km/h avec cette voiture à l'automne 1937, ce qui a failli provoquer sa perte lorsque l'avant de la voiture s'est soulevé à cette vitesse. La carrosserie a ensuite été réaménagée. Entre autres choses, en commutant le refroidissement du moteur sur de la glace, un radiateur conventionnel a été éliminé, de sorte que l'ouverture d'entrée d'air de la proue a pu être réduite et le coefficient de traînée a donc été réduit à 0,157. Des carburateurs supplémentaires ont augmenté la puissance du moteur V12 DAB suralimenté d'initialement 570 ch (419 kW) à 736 ch (541 kW) à 5 800 tr/min.
Avec la voiture optimisée, mais avec le même moteur, dans la catégorie de cylindrée comprise entre 5 000 et 8 000 cm³, et le même châssis qu'en 1937, Caracciola a atteint une vitesse moyenne de 432,7 km/h sur une distance de 1 km avec aller-retour le 28 janvier 1938 avec un départ lancé sur la Reichsautobahn Francfort-Darmstadt - qui fait partie de l'actuelle A5. Il s’agissait de la vitesse la plus élevée sur la voie publique pendant 79 ans. Le 4 novembre 2017, elle a été dépassée au Nevada par une Koenigsegg Agera RS avec 444,7 km/h.